# Rund um Berlin 2000
Rund um Berlin 2000 war die 94. Austragung des ältesten deutschen Eintagesrennens Rund um Berlin. Es fand am 23. September statt und führte über 188 Kilometer. Veranstalter des Rennens war der SC Berlin.

## Rennverlauf
Das Traditionsrennen kehrte in diesem Jahr wieder in das Zentrum der Stadt zurück, der Start erfolgte am Potsdamer Platz. Dort befand sich auch das Ziel. 20 Radsportteams traten an, mit Jan Schaffrath startete auch ein früherer Sieger des Straßenradrennens, er gewann 1993. Zehn Sprintwertungen sorgten für ein durchgehend hohes Renntempo. Dazu kamen vier Bergwertungen. An der Wertung im Grunewald setzte sich André Kalfack vom Feld ab, neun Fahrer schlossen zu ihm auf. Die Gruppe hatte bald einen Vorsprung von mehr als einer Minute. Auf dem letzten Rundkurs durch die City stoppte die Rennjury das Hauptfeld, das die reguläre Strecke verlassen hatte und sich nun im normalen Straßenverkehr befand. So fuhren nur die Fahrer der Spitzengruppe die letzten 30 Kilometer, das Rennen des Hauptfeldes wurde aus Sicherheitsgründen beendet und alle Fahrer auf dem 10. Platz gewertet. Aus der führenden Gruppe setzten sich vier Fahrer ab, die den Sieg unter sich ausmachten. Den Endspurt gewann Steffen Radochla. Bester ausländischer Fahrer wurde der Niederländer Soesbergen auf dem 5. Platz.
|     | Fahrer            | Verein                 | Zeit (h)       |
| --- | ----------------- | ---------------------- | -------------- |
| 01. | Steffen Radochla  | Bunte Berte Leipzig    | 4:14:29        |
| 02. | René Obst         | Radteam Röwert Dresden | 4:14:29        |
| 03. | Andreas Beikirch  | Agro Adler Brandenburg | 4:14:29        |
| 04. | André Kalfack     | Peugeot Team Berlin    | 4:14:29        |
| 05. | Joop Soesbergen   | Piels Gazelle          | + 0:05 Minuten |
| 06. | Roberto Lochowski | Agro Adler Brandenburg | + 0:11 Minuten |
| 0 … |                   |                        |                |